# José Luis Perales

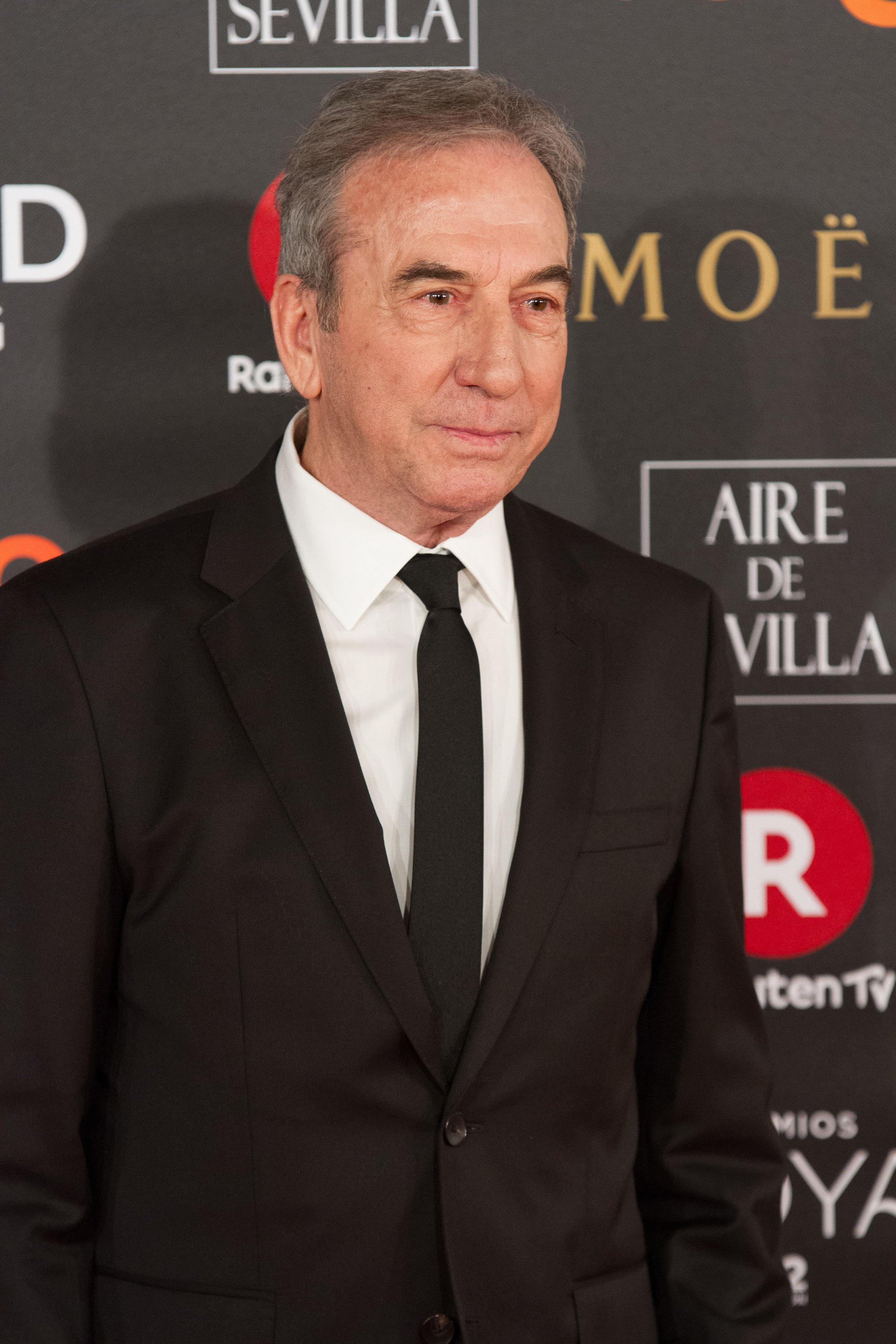
José Luis Perales alla 32ª edizione dei Premi Goya, 2018

José Luis Perales Morillas (Castejón, 18 gennaio 1945) è un cantante spagnolo.

## Biografia
Sin dall'infanzia José Luis Perales ha dimostrato molto interesse per la musica. A sei anni sapeva suonare il liuto e a sedici anni, quando studiava elettrotecnica, imparò a suonare la chitarra. In quel periodo capì che la musica era una parte importante della sua vita. Si spostò a Madrid per completare gli studi ma continuò sempre a coltivare la sua passione. 
All'inizio esordì come compositore, dal momento che non si sentiva a suo agio come interprete. Nel 1970, però, incontrò un importante produttore spagnolo, Rafael Trabucchelli, che riconobbe subito il talento di Perales anche come cantante.
Il primo successo arrivò con la canzone Porque te vas ("Perché te ne vai?") cantata da Jeanette Anne Dimech, in arte Jeanette, che vendette 4 milioni di copie nel 1972. Incoraggiato da Trabuchelli, Perales provò a cantare le sue canzoni e il suo primo brano fu un successo: Mi Guitarra.
Perales ha inciso 27 album e ha venduto 50 milioni di dischi. Le sue canzoni sono state cantate da Raphael, Rocío Jurado, Jeanette, Miguel Bosé, Isabel Pantoja, Julio Iglesias, Paloma San Basilio, Mocedades, La Oreja de Van Gogh, Ricardo Montaner e tanti altri.

## Discografia
- 1973 - Mis Canciones
- 1974 - El Pregón
- 1975 - Para Vosotros Canto
- 1976 - Por Si Quieres Conocerme
- 1978 - Como La Lluvia Fresca
- 1978 - Soledades
- 1979 - Tiempo De Otoño
- 1981 - Nido De Águilas
- 1982 - Entre El Agua Y El Fuego
- 1984 - Amaneciendo En Ti
- 1986 - Con El Paso Del Tiempo
- 1987 - Sueño De Libertad
- 1989 - La Espera
- 1990 - A Mis Amigos
- 1991 - América
- 1993 - Gente Maravillosa
- 1996 - En Clave De Amor
- 1998 - Quédate Conmigo
- 2000 - Me Han Contado Que Existe Un Paraíso
- 2006 - Navegando Por Tí
- 2012 - Calle soledad
- 2016 - Calma